# Robin Megraw
Robin Megraw (Liverpool, 9 agosto 1950) è un ex calciatore inglese naturalizzato canadese, di ruolo difensore.

## Carriera

### Nazionale
Ha partecipato ai Giochi Olimpici nel 1976 rappresentando la nazionale canadese.